# California State University - Monterey Bay
De California State University - Monterey Bay (CSUMB) is een kleine Amerikaanse openbare universiteit die haar campus heeft in de voormalige militaire basis Fort Ord in Seaside (Californië), aan de Baai van Monterey. De universiteit opende in 1994 en is daarmee de op een na nieuwste campus in het California State University-systeem, dat in totaal 23 campussen telt. Per 2011 heeft de universiteit meer dan 5.000 studenten en zo'n 150 voltijdse academici.